# إنج بلوم
إنج بلوم (بالألمانية: Inge Blum) (و. 1924 – 2011 م) هي نحّاتة ألمانية، ولدت في لودفيغسهافن، توفيت عن عمر يناهز 87 عامًا. 